# Crabtree, Québec
Crabtree är en stad (kommun av typen ville) och tätort (centre de population) i provinsen Québec i Kanada. Den ligger vid Rivière Ouareau i regionen Lanaudière, i den södra delen av provinsen några mil norr om staden Montréal. Kommunen hade 4 155 invånare vid folkräkningen 2021, varav 2 802 i tätorten.
Staden har fått sitt namn efter Edwin Crabtree och hans söner som startade ett pappersbruk i området 1905. 1921 bildades socknen Sacré-Cœur-de-Jésus, som bytte namn till Sacré-Cœur-de-Crabtree 1991. Orten Crabtree bröts ut till en egen kommun 1945, men 1996 slogs de två kommunerna ihop igen och blev municipalité de Crabtree, som blev stad 2023.